# Loxoconcha lacunensis
Loxoconcha lacunensis is een mosselkreeftjessoort uit de familie van de Loxoconchidae. De wetenschappelijke naam van de soort is voor het eerst geldig gepubliceerd in 1970 door Omatsola.